# ロバート・シュール
ロバート・シュール（Robert ("Bob") Schul、1937年9月28日 - 2024年6月16日）は、アメリカ合衆国の陸上競技選手。1960年代に活躍した男子長距離選手。1964年東京オリンピックの5000m金メダリストである。

## 経歴
シュールは、オハイオ州ウェストミルトンの農家の出身。高校から陸上を始めたが目立った成績を残していない。1959年に空軍に入隊後も陸上を続け、1961年からはハンガリー人のコーチの下でトレーニングを行い、全米選手権の3000m障害で3位になるまで力を伸ばした。故障の多かったシュールであったが、1964年に最高の年を迎える。
1964年8月29日に5000mで米国新記録を樹立。さらに2マイルでは8分26秒4の世界新記録を樹立。東京オリンピックの代表選考レースでは5000mに出場すると余裕で代表を勝ち取った。東京では、フランスのミシェル・ジャジが優勝候補の最右翼とみなされていた。10月18日、大雨の中で行われた決勝のレース、ラスト100mのところでジャジがリード、ドイツのハラルト・ノルポトに次いでシュールは3位につけていたが、最後は両者を追い抜いてシュールは13分48秒8で金メダルを獲得。4位のジャジまで1秒という激戦を制した。
東京オリンピックの金メダリストとなったシュールは、翌年の全米選手権の3マイルを制したが、以後精彩を欠き以前のレベルに復活することはなかった。後は陸上のコーチとして活躍していた。
晩年は認知症を患っており、2024年6月16日にオハイオ州ミドルタウンのアシスティッド・リビングで死去。86歳没。

## 主な実績
| 年   | 大会                   | 場所                 | 種目  | 結果 | 記録       |
| ---- | ---------------------- | -------------------- | ----- | ---- | ---------- |
| 1963 | パンアメリカン競技大会 | サンパウロ(ブラジル) | 5000m | 3位  | 14分29秒21 |
| 1964 | オリンピック           | 東京(日本)           | 5000m | 1位  | 13分48秒8  |